# Leptogryllus deceptor
Leptogryllus deceptor è una specie di grillo appartenente alla famiglia dei Gryllidae; era anche conosciuto come Oʻahu deceptor bush cricket. Era endemico dello stato delle Hawaii, negli Stati Uniti; risulta estinto allo stato selvatico.